# Folk Ukraine
Folk Ukraine — міжнародний соціально-етнокультурний проєкт, метою якого є сприяння у всебічному розвитку мистецької та культурної діяльності України та патріотичному самовихованню української молоді на засадах українського суспільства.
Головними завданнями проєкту є відродження, збереження та популяризація українських народних традицій як в Україні, так і за її межами.

## Керівництво та оргкомітет
Проєкт «Folk Ukraine» було засновано 2009 року. Його організатором є голова громадської організації «Столичні ініціативи» Ігор Добруцький. До оргкомітету «Folk Ukraine» також входять Надія Тутенко, Світлана Стадник та Оксана Смерека-Малик.

## Проєкти організації
За час свого існування етнокультурною організацією «Folk Ukraine» створено такі проєкти як: «Фестиваль Писанки», «День Києва», «Фестиваль квітів», «Парад Вишиванок», «Фестиваль Святого Миколая», «Новий рік на Софії», «Фестиваль дідуха», «Талант Арт»..

### Всеукраїнська резиденція Святого Миколая
«Всеукраїнська резиденція Святого Миколая» — проєкт, створений 2014 року в рамках фестивалю «Новий рік на Софії» соціально-етнокультурною організацією «Folk Ukraine» і покликаний відтворювати українські народні традиції та дарувати своїм маленьким гостям незабутні враження від новорічних свят..
Урочисте відкриття Резиденції Святого Миколая відбулось 19 грудня 2014 року за участю дружини президента України Марини Порошенко.
Зокрема, у 2019 році резиденція запрацювала 30 листопада у Великій лаврській дзвіниці, що на території Національного Києво-Печерського історико-культурного заповідника. Кожна охоча дитина зможе поспілкуватися зі Святим Миколаєм та отримати подарунки.

#### Досягнення та деталі проєкту
Перший «Урок добра» у Резиденції Святого Миколая провела перша леді країни. Відвідувачі вишивали хусточки-нафрамиці, традиційний український оберіг для воїнів-захисників України. Впродовж свята Чудотворець приймав у гості дітей і заохочував їх робити добрі та шляхетні справи протягом року.
В рамках проєкту відбувся Всеукраїнський конкурс новорічної іграшки, де було представлено близько 10 тисяч дитячих робіт, а також пройшли конкурси «Ялинка для Святого Миколая» та «Пряниковий будиночок». Окрім того, у резиденції було проведено майстер-класи для школярів відомими діячами України та народними майстрами. Створено пошту Добродія.

### Новий рік на Софії
«Новий рік на Софії» — Всеукраїнський проєкт святкування Нового року, що об'єднав «Фестиваль Святого Миколая», відкриття Резиденції Святого Миколая, офіційне відкриття Головної ялинки, святкування Новорічної ночі та Різдва Христового.

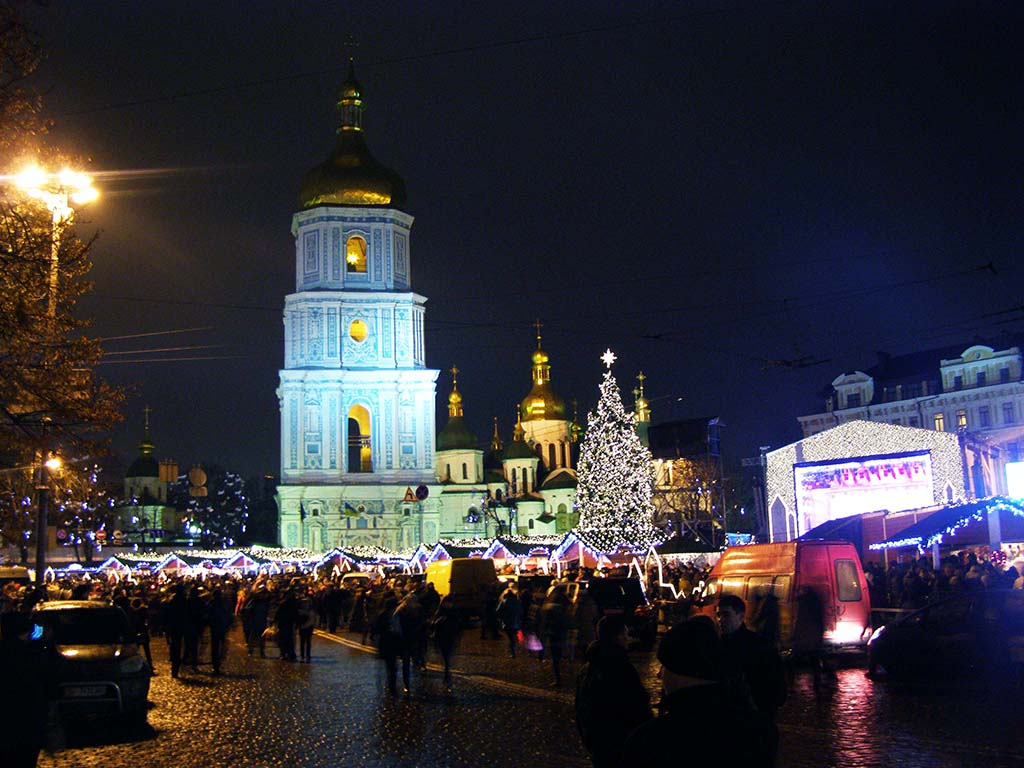
Новорічна ялинка у день відкриття 19 грудня 2014 року

Метою Всеукраїнського фестивалю «Новий рік на Софії» є відновлення давніх традицій святкувань Нового року та започаткування справжнього «Українського Нового року».
Офіційне відкриття фестивалю щороку відбувається 19 грудня на території Софійського музею Національного заповідника «Софія Київська» разом з першими особами країни. Так, у 2014 році в урочистостях брали участь дружина Президента України Марина Порошенко, київський міський голова Віталій Кличко та організатора проєкту Folk Ukraine Ігор Добруцький. Офіційне закриття фестивалю відбувається через місяць. Так, 17 січня 2015 році воно відбувалось за участі Національної оперети України та відомих українських виконавців.

#### Досягнення та деталі проєкту
Для проведення Нового року було обрано дві локації, одна з яких — Софійська площа, інша — територія Національного заповідника «Софія Київська».
На Софійській площі в останні роки зводиться різдвяне містечко із 67 будиночків, виконаних в європейському стилі, святкова сцена, Головна новорічна ялинка, «Київська карусель» і зона дитячих розваг. Новорічно-різдвяний ярмарок за весь період свого функціювання щоразу приймаєпонад 1 мільйон киян та гостей столиці (згідно з підрахунками комунальних служб). До святкового містечка приєдналось понад 25 ресторанів та близько 40 майстрів народної творчості з виробами з усіх куточків України.
В рамках фестивалю відбувається проєкт «Поділись мрією — повір у чудо». У 2014—2015 роках під час усіх святкувань на Головній новорічній сцені прозвучало 14 неповторних концертів, до яких долучилась понад 1 000 українських виконавців із усієї України, 15 із яких — заслужені артисти України та презентовано творчі роботи талановитих дітей з усієї України, а також представлено відеозвернення та листи від малечі до Святого Миколая.
7 січня проводиться міжнародний фестиваль Різдвяна «Країна Мрій», традиційно супроводжуючись ярмарком, різноманітними майстер-класами, концертами та зірковим вертепом.

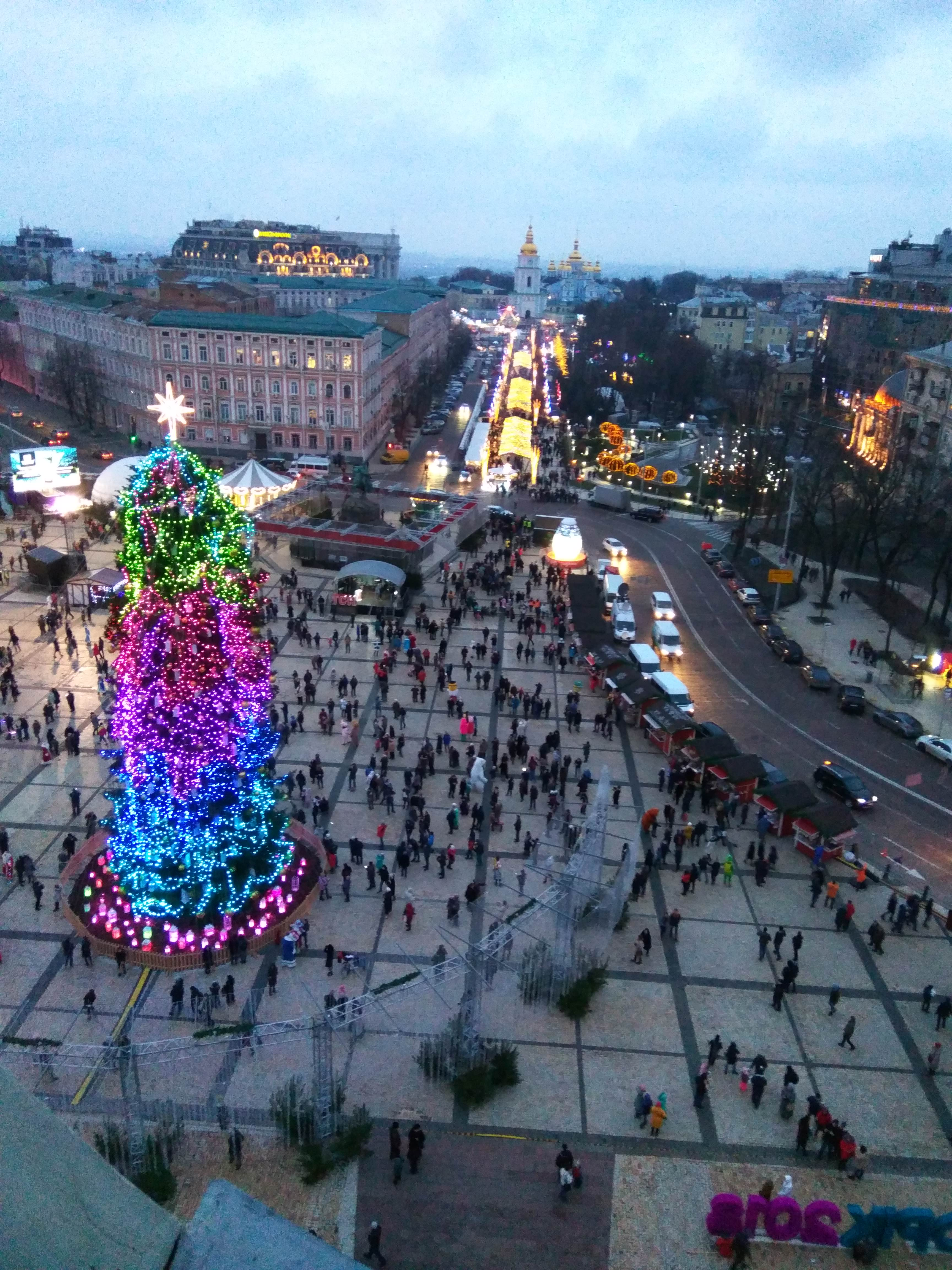
Ялинка на Софіївській площі Нового 2018 року

Під час різдвяних святкувань встановлено новий український рекорд з наймасовішого виконання колядки, за підрахунками організаторів, різдвяну пісню на Софійській Площі, заспівало понад 7 тисяч киян та гостей столиці.

### Новий 2020 рік
Кожен рік має свою тематику та унікальну особливість. Темою Нового Року 2018-го стало неонове світло, яке покладено у назву фестивалю «НеоРік на Софії» з позитивним гаслом: «Світло і радість». Фестиваль тривав з 19 грудня 2017 року по 14 січня 2018 року та об'єднав чотири локації: Софійську, Михайлівську площі; Володимирський проїзд та сквер біля нього.
На Софійській площі розташувалась новорічна ялинка, що мала креативне оформлення у вигляді «зоряного неба»; головна сцена, на якій виступали найпотужніші українські хедлайнери та естрадно-симфонічні оркестри України; сувенірний квартал від народних майстрів; Фестиваль льодових скульптур та світлова ілюмінація навколо пам'ятника Б. Хмельницькому.
Вздовж Володимирського проїзду простягнулась лінія фудкорту, де кожен відвідувач міг поласувати національними та європейськими стравами, скуштувати солодощів та зігрітися пряним глінтвейном. Цього року організатори зменшили кількість будиночків на користь збільшення простору для пішоходів.
У сквері біля Володимирського проїзду вперше в Україні пройшов Фестиваль Ілюмінацій. Було встановлено близько 37 арт-об'єктів, які привезені з різних країн: Франції, Греції, Польщі та України. Традиційний тунель бажань тепер переміститься до скверу, а його довжина сягнула 38 метрів.
Михайлівська площа залишилася країною дитячих розваг. Тут функціонували: Kinder-зона від найсолодшого партнера; Колесо огляду; Київська карусель та велика тюбінгова гірка, що була у довжину 80 метрів, а у висоту — 12 метрів.
За весь час ярмарки 4,8 млн людей завітало до містечка, а новорічну ніч зустрічало 135 тис. людей. Було випито 200т глінтвейну.
У новорічну ніч на 1 січня 2020 року на Софійській площі святкували понад 100 тисяч киян та гостей (за іншими даними Майже 150 тисяч людей), де відбувся грандіозний концерт за участю популярних українських виконавців: Руслани, гуртів «ТНМК» та «Мандри», танц-театру «Життя», Назара Савка, Державного симфонічного оркестру «Kyiv Fantastic Orchestra»
Також у новорічну нічна на Контрактову площу завітали понад 40 тисяч киян та гостей столиці.  
Основні дати святкування Нового 2020 року
- 14 грудня — відкриття різдвяного ярмарку;
- 19 грудня — церемонія відкриття головної ялинки України[20];
- 25 грудня — зустріч Католицького Різдва;
- 31 грудня — зустріч Нового року.
- 7 січня — святкова хода звіздарів та різдвяні концерти;
- 14 січня — щедрування та виступи фольклорних колективів.

|  | «На Софіївській площі ми робимо щоразу нову тематику, на цей раз поєднаємо тему українського козацтва з Лускунчиком. Встановлювати ялинки будуть 10 грудня, 19-го — відкриття. На Подолі будемо популяризувати полтавську іграшку опішня — це керамічні вироби, на Контрактовій площі ялинка також буде оформлена в стилі традиційної полтавської кераміки. Усього буде близько 700 іграшок, а на Софійській площі більше тисячі», - розповів секрети святкування Нового 2020 року організатор «Folk Ukraine» та голова громадської організації «Столичні ініціативи» Ігор Добруцький. |

#### «Новий рік 2020 на Софії»

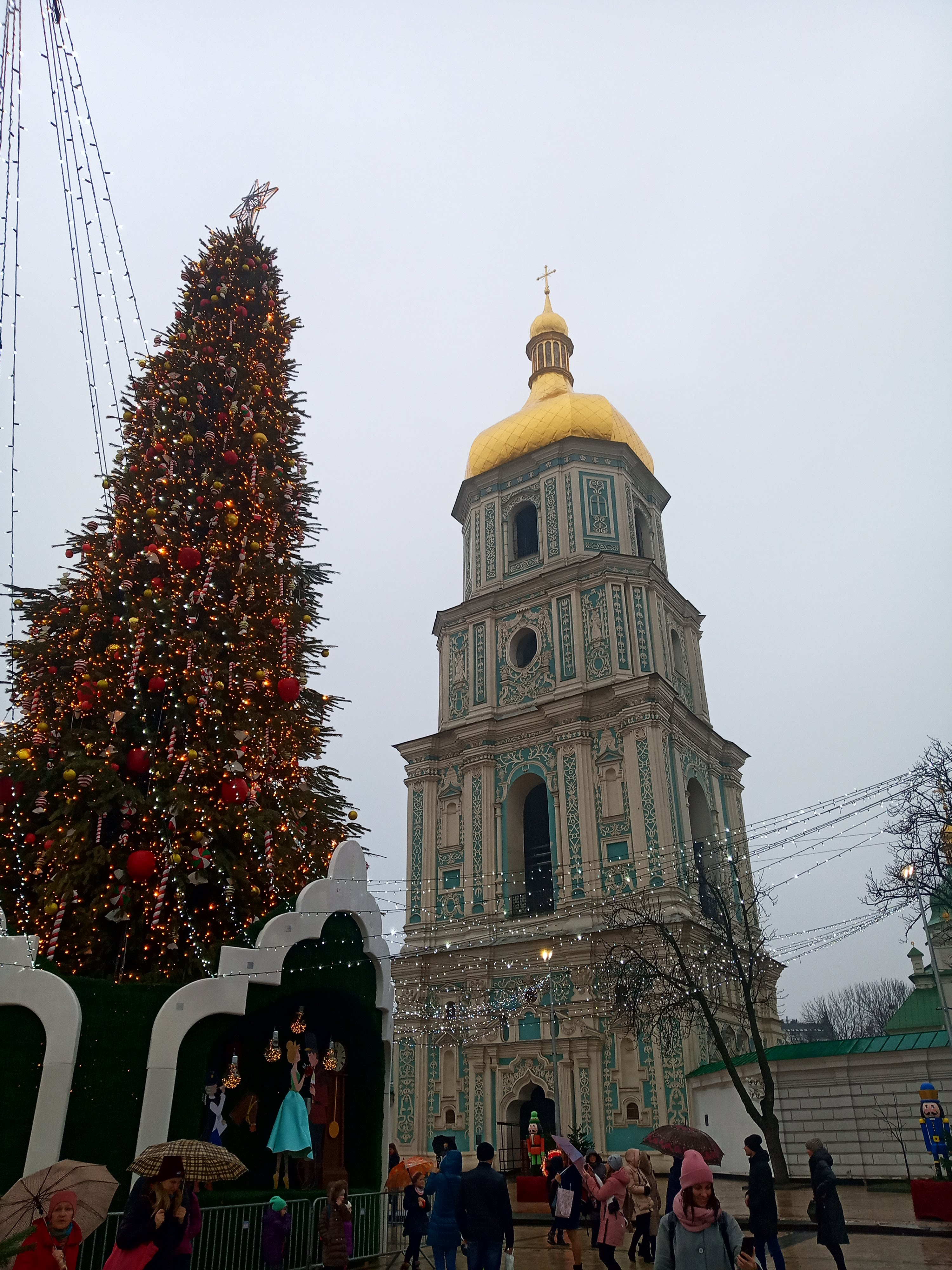

Тема«Чарівний світ пригод Лускунчика та його королівств» на Софійській площі.
У програмі заходів:
- Королівство подарунків — ярмарок сувенірів та подарунків до свята.
- Королівство смаку — страви та напої.
- Королівство розваг — казкове місто для дітей. Веселощі, атракціони, аніматори, інсталяції та подарунки.
- Королівство лайків — численні фотозони на площі та Володимирському проїзді[17][22].

Ялинка, прикрашена іграшками-лускунчиками
Ялинку Нового 2020 року почали монтувати 3 грудня 2019 року. Традиційно її зберуть (до 12 грудня) із гілок сосни та ялиці, які привезли з Вінницької та Житомирської областей. Головне новорічне дерево в українській столиці сягне близько 30 метрів! Її прикрасять 750—800 тематичних іграшок у вигляді цукерок та засвітять більш ніж 4 кілометри різнокольорових гірлянд теплого кольору. Навколо ялинки розгорнеться восьмикутна зірка з яскравих гірлянд. Головні герої казки про Лускунчика «охоронятимуть» ялинку разом з українськими козаками.
На думку експертів туристичного порталу European Best Destinations столична ялинка у Києві увійшла до п'ятірки найкрасивіших ялинок Європи (у німецькому Кельні, французькому Страсбурзі, Празі та у литовській столиці Вільнюсі).

#### «Новий рік 2020 на Подолі»
ТемаОпішнянська кераміка.
Затишне зимове містечко в етностилі, тематичні інсталяції та розваги, а також ялинка, прикрашена керамікою Опішні.
У програмі заходів:
- Різдвяний ярмарок зі стравами та сувенірами для всієї родини.
- Стріт-арт ковзанка, гірка та традиційні розважальні заходи.
- Колоритні арт-об'єкти в опішнянському стилі, світлові інсталяції та фотозони.
- Резиденція Святого Миколая для дітей[17][27].

## Досягнення
За період своєї діяльності організація «Folk Ukraine» 6 разів була нагороджена дипломами «Книги рекордів України» у наступних номінаціях: «Найбільша кількість людей у вишиванках під час урочистої ходи» (двічі), «Найдовший вінок, відтворений з квітів та писанок», «Відтворення найбільшого символу Києва (каштан), у вигляді панно з живих квітів», «Представлення найбільшої кількості писанок» та «Представлення найбільшої писанки в історії України, розміром близько 4-х метрів».
Станом на 2015 рік організацією «Folk Ukraine» започатковано проєкт «Новий рік на Софії», що об'єднав «Фестиваль Святого Миколая», відкриття Всеукраїнської Резиденції Святого Миколая на території Національного заповідника «Софія Київська», офіційне відкриття Головної ялинки, святкування Новорічної ночі та Різдва. Вперше за історію Незалежної України Головна ялинка, що прикрашала новорічно-різдвяне містечко на Софійській площі у Києві була живою та суцільною.
19 грудня 2014 року, першою леді України, Мариною Порошенко, була урочисто відкрита Всеукраїнська Резиденція Святого Миколая.
У 2019 році очікувалось, що головними гостями відкриття новорічної ялинки 19 грудня стануть Володимир та Олена Зеленські. Втім на відкриття був присутній Київський міський голова Віталій Кличко. А на концерті виступав гурт «Друга Ріка».

## Галерея

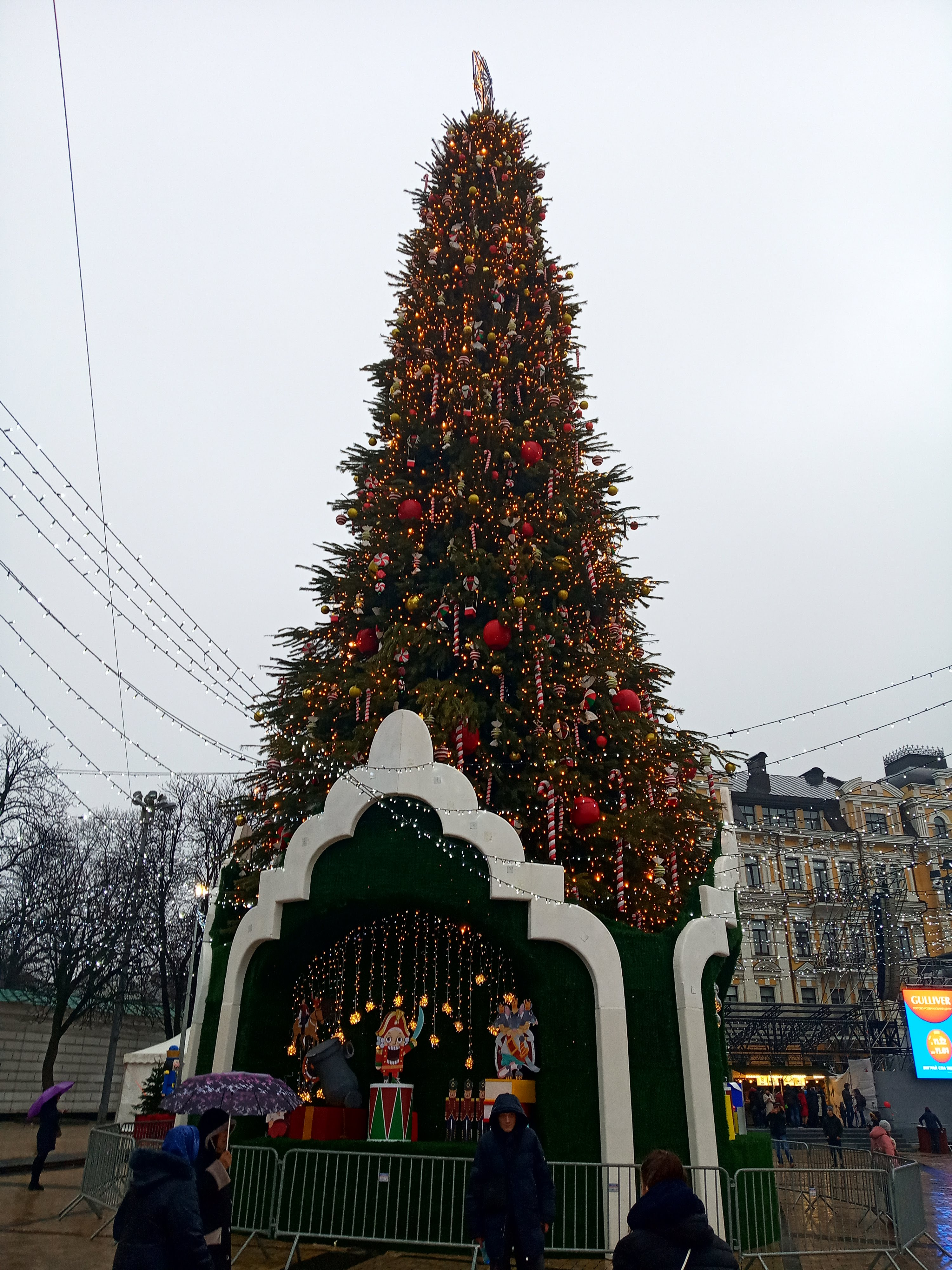
Ялинка Нового 2020 року
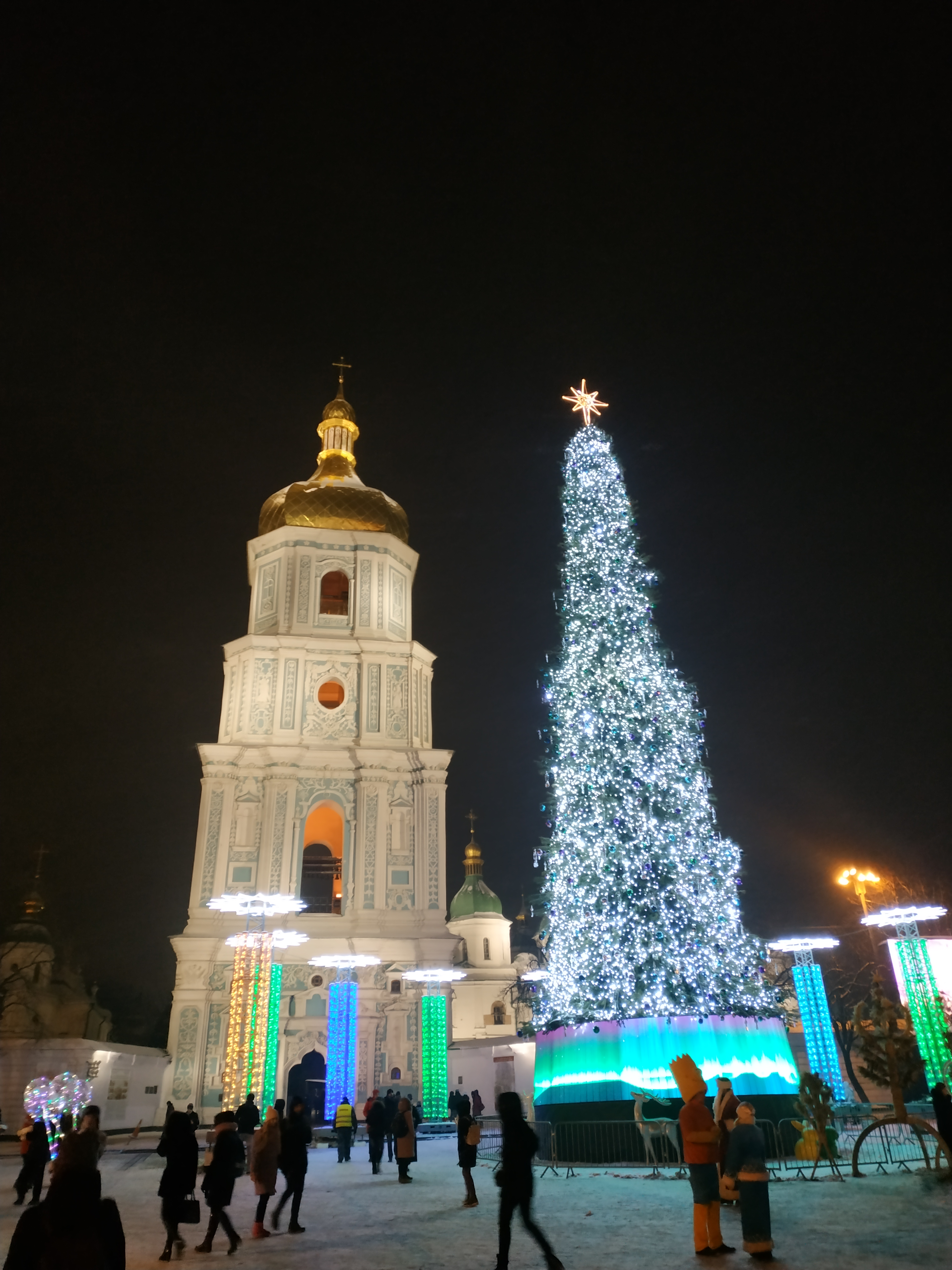
Ялинка Нового 2019 року
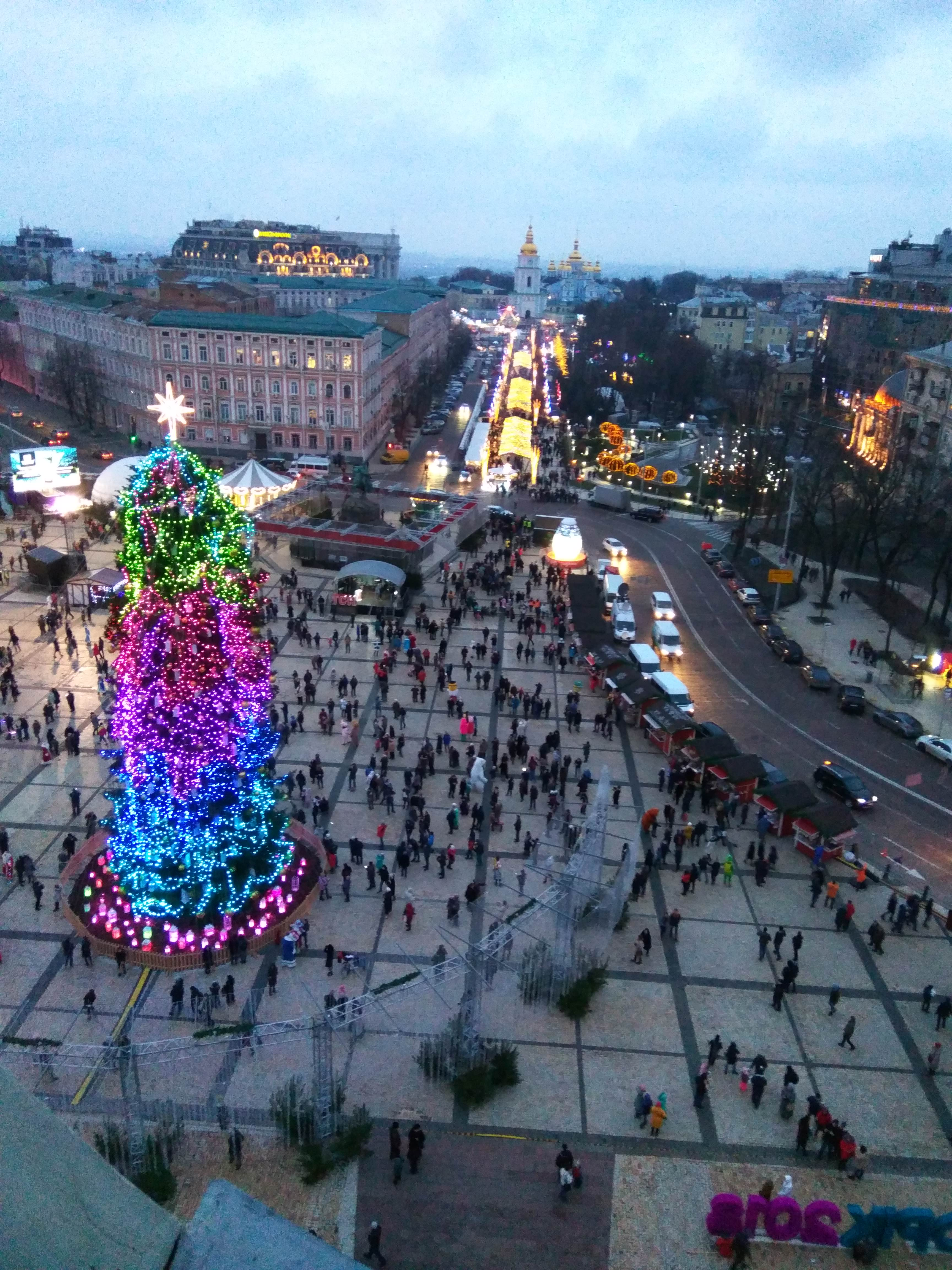
Ялинка Нового 2018 року
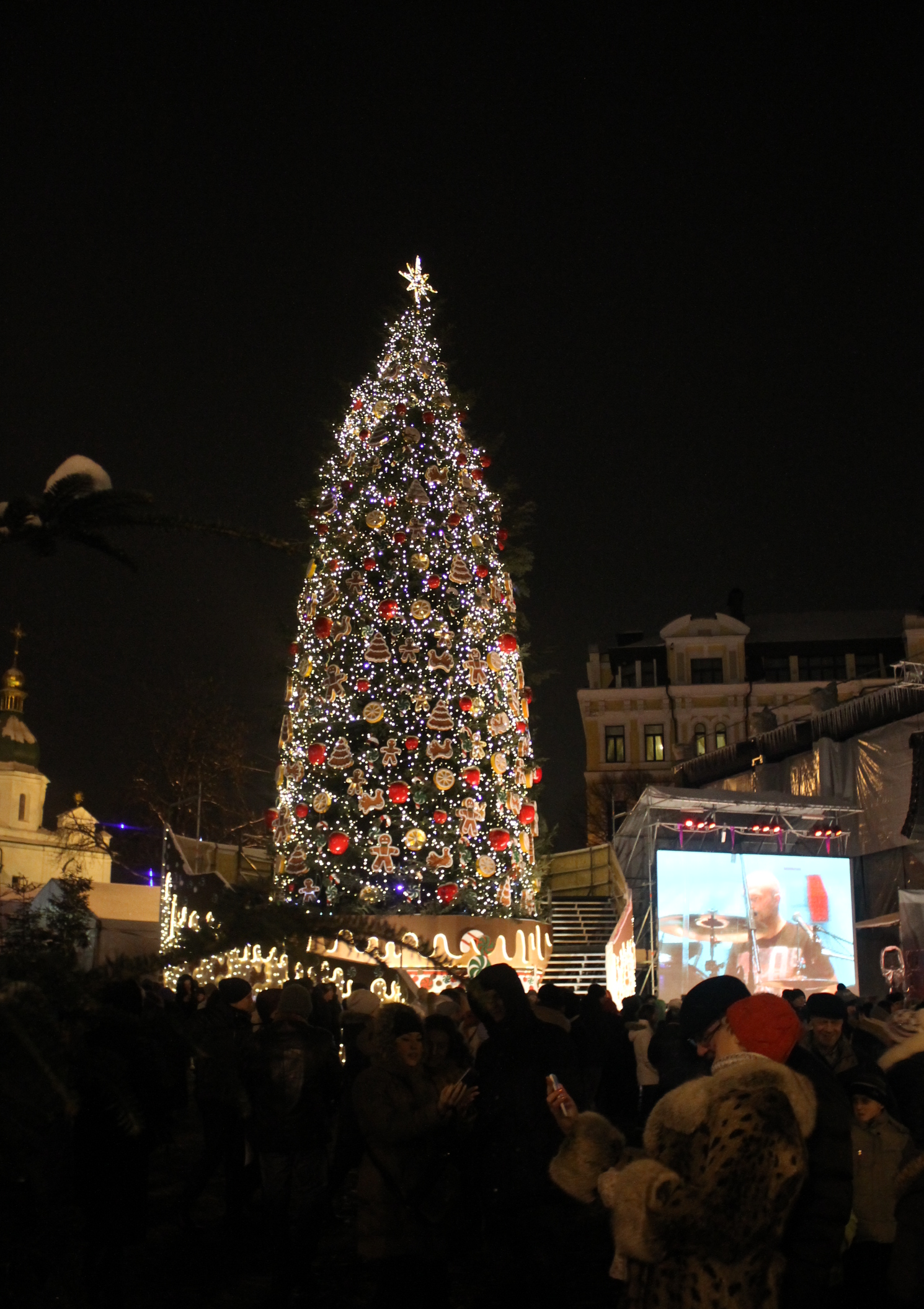
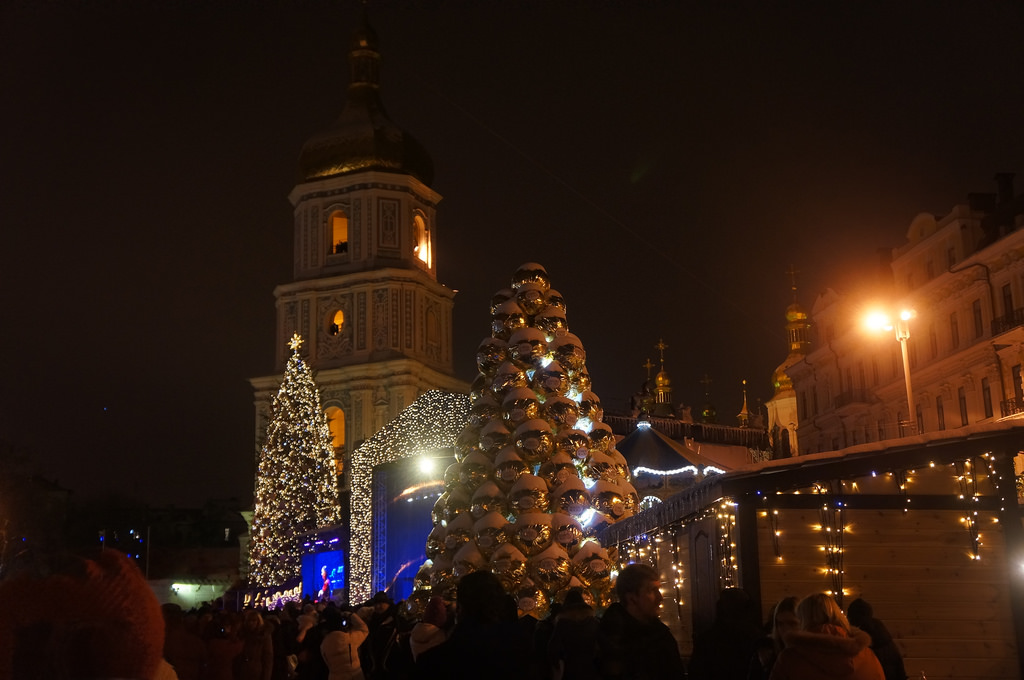
Ялинка Нового 2016 року